# الخدمة العسكرية في العراق
الخدمة العسكرية في العراق تُسمى كذلك خدمة العلَم والخدمة الإلزامية والتجنيد هي واجب الاشتراك في القوات المسلحة العراقية على كل رجل عراقي بالغ عاقل، بين عمر 18 سنة و35 سنة، لمدة لم تكن تقل عن سنة ونصف وأقصاها ثلاث سنوات على قدر التحصيل الدراسي للجندي، بدأ التفكير في فرض الخدمة الإلزامية واقتراحها منذ سنة 1927، وفي يوم 12 حزيران سنة 1935 نُفذ المقترح حينَ صدر قانون الدفاع الوطني، وتسارع العراقيون إلى الالتحاق بالخدمة العسكرية، فزاد عدد الجيش فبلغ 20 ألفاً سنة 1936، وقد كان الجيش 12 ألفاً سنة 1933، علماً بأن قليلاً من العراقيين اعترضوا على تطبيق قانون الخدمة، منهم حركة احتجاج في الرميثة، ومنهم الأرمن ومنهم اليزيديون الذين رفضوا الخدمة لأنهم اعتقدوا أنها مخالفة لدينهم، وظل العمل بقانون الدفاع الوطني رقم 40 الصادر سنة 1938، حتى أُلغي سنة 1969، فصدر آخر قوانين التجنيد قانون سنة 1969 رقم 65، المعدل عدة مرات، واستمرّت الخدمة الإلزامية حتى سنة 2003 حين أُلغيَت بعد الاحتلال الأمريكي للعراق، وكان سبب الإلغاء تخوّفاً من تقوية الجيش وتمكينه من الانقلابات، متزامناً مع ظهور كراهية بعض العراقيين للخدمة الإلزامية، ولا يزال منذئذٍ تُسمع اقتراحات ودعوات إلى إعادة الخدمة، كان أحدثها يوم 31 آب سنة 2021، حين وافقت حكومة مصطفى الكاظمي على مسودة قانون الخدمة الإلزامية، وأحالته إلى مجلس النواب لقراءته والتصويت عليه، وذُكر في بيان مجلس الوزراء حينئذٍ «إن مجلس الوزراء وافق خلال جلسته الأسبوعية في بغداد على مشروع قانون خدمة العلَم الذي دققه مجلس شورى الدولة وإحالته إلة مجلس النواب»، ثم في 7 تشرين الثاني سنة 2022، كان مخططاً أن يُقرأ قانون الخدمة ويُعرض لتصويت مجلس النواب، غيرَ أنه أُجّلَ. ذُكر في الدستور العراقي في المادة (9) ثانياً "تنظم خدمة العلم بقانون".